# Іллінське (Калінінський район)
Іллінське (рос. Ильинское) — село в Калінінському районі Тверської області Російської Федерації.
Населення становить 401 особу. Входить до складу муніципального утворення Бурашевське сільське поселення.

## Історія
Від 2005 року входить до складу муніципального утворення Бурашевське сільське поселення.

## Населення
| 1859 | 1886 | 1997 | 2002 | 2010 |
| ---- | ---- | ---- | ---- | ---- |
| 480  | ↗500 | ↘417 | ↘394 | ↗401 |